# Krahnenufer
Das Krahnenufer ist eine Straße in Trier im Stadtteil Mitte und ist Teil des Moselufers. Es ist die Fortführung des Johanniterufers und geht an der Kreuzung mit der Böhmerstraße unmittelbar ins Katharinenufer über.
Das Ufer hat wie die Krahnenstraße seinen Namen vom Alten Krahnen am Johanniterufer. Kein Straßenname hat überdies so viele verschiedene Benennungen erlebt wie dieser: bis 1846 hieß die  seinerzeit noch entlang der Stadtmauer verlaufende Straße Langstraße. Ab 1847 hieß sie zunächst Moselquai und danach Krahnenquai. Ihren heutigen Namen trägt sie seit 1873.
Am Krahnenufer befinden sich Teile des ehemaligen Benediktinerklosters St. Irminen sowie der Alte Moselkran. An der Schnittstelle zwischen Johanniterufer und Krahnenufer steht der Alte Zollkran.